# Iglesia de San Pedro (Bestué)
La iglesia de San Pedro es un edificio situado en la localidad española de Bestué, en la provincia de Huesca.

## Descripción
El edificio se encuentra en la localidad española de Bestué, del municipio de Puértolas, perteneciente a la provincia de Huesca, en la comunidad autónoma de Aragón. Se menciona como iglesia parroquial del lugar en el cuarto volumen del Diccionario geográfico-estadístico-histórico de España y sus posesiones de Ultramar de Pascual Madoz, donde aparece descrita con las siguientes palabras: «una igl. parr. bajo la advocacion de San Pedro Apóstol fundada en el año 1575, servida por un cura y un sacristan que este nombra; el curato es de segundo ascenso y su provision correspondiente á S. M. ó al diocesano en concurso general».